# Організація прикордонних доріг
Організація прикордонних доріг (англ. Border Roads Organisation, BRO) — спільна організація Загальних інженерних резервних сил (General Reserve Engineer Force, GREF) і Корпусу інженерів (Corps of Engineers) Індійської армії, задачею якої є обслуговування доріг в прикордонних районах Індії. Організація працює над будівництвом та обслуговуванням доріг, що мають стратегічне значення для Індійської армії. Крім того, діяльність BRO допомагає економічному розвитку прикордонних районів, зокрема північних та північно-східних прикордонних штатів. В багатьох випадках дороги споруджуються за дуже несприятливими кліматичними умовами у світі, зокрема на заледенілих схилах Гімалаїв на висоті до 6000 м, на болотах Західного Бенгалу і пустелях Раджастхану.
BRO була заснована 7 травня 1960 року як міжміністерська структура, а прем'єр-міністр Індії Джавахарлалом Неру став її першим керівником. Виконавчими функціями організації керує генеральний директор DGBR в ранзі генерал-лейтенанта. Зараз цю посаду займає Арун Кумар Нанда, AVSM, VSM. Також частиною BRO є GREF, підпорядкована Міністерству наземного транспорту.
BRO працює в 22 штатах та територіях, більш того, вона проводить роботи не тільки на території Індії, але й в Бутані, М'янмі, Таджикистані та Афганістані. Нею підтримується мережа з понад 34306 км доріг та 16601 м постійних мостів.